# Erin Densham
Erin Densham (Camden, 3 de maig de 1985) és una esportista australiana que va competir en triatló.
Va participar en els Jocs Olímpics de Londres 2012, obtenint la medalla de bronze en la prova femenina individual.

## Palmarès internacional
| Jocs Olímpics | Jocs Olímpics         | Jocs Olímpics | Jocs Olímpics |
| Any           | Lloc                  | Medalla       | Prova         |
| ------------- | --------------------- | ------------- | ------------- |
| 2012          | Londres ( Regne Unit) | 3             | Individual    |